# Alfred Barye
Alfred Barye (21. ledna 1839 – 1882) byl francouzský sochař a syn slavného sochaře Antoine-Louise Barye. Vytvářel především bronzové sochy, podobně jako jeho otec.
Po většinu své kariéry byl Alfred nucen pracovat pod jménem svého otce, aniž by mohl podepisovat svá vlastní díla. Tento nátlak trval několik desetiletí a vedl k napětí mezi otcem a synem, které nakonec vyústilo v rozpad jejich vztahu.
Alfred Barye se specializoval na zvířecí motivy, často zobrazující koně, lvy a další zvířata v pohybu. Přestože jeho tvorba byla ve stínu jeho otce, jeho díla si získala uznání mezi sběrateli bronzových soch.